# Myriopholis lanzai
Espèce
Myriopholis lanzai est une espèce de serpents de la famille des Leptotyphlopidae.

## Répartition
Cette espèce est endémique de Libye. Elle se rencontre dans l'oasis Ghat.
Sa présence est incertaine en Algérie.

## Étymologie
Cette espèce a été nommée en l'honneur de Benedetto Lanza.

## Publication originale
- Broadley, Wade & Wallach, 2014 : A New Species Of Myriopholis From Ghat Oasis, South-Western Libya (Squamata: Leptotyphlopidae). Arnoldia Zimbabwe, vol. 10, no 30, p. 351-359.